# Nelda Huggins
Nelda Huggins (ur. 2 lutego 1997) – lekkoatletka Brytyjskich Wysp Dziewiczych specjalizująca się w biegach sprinterskich.
W 2013 została wicemistrzynią świata juniorów młodszych w sztafecie szwedzkiej. Wielokrotna medalistka CARIFTA Games.

## Osiągnięcia
| Rok  | Impreza                                            | Miejsce      | Konkurencja             | Lokata               | Wynik   |
| ---- | -------------------------------------------------- | ------------ | ----------------------- | -------------------- | ------- |
| 2011 | CARIFTA Games (U-17)                               | Montego Bay  | bieg na 100 metrów      | 3. miejsce           | 11,98   |
| 2012 | CARIFTA Games (U-17)                               | Hamilton     | bieg na 100 metrów      | 2. miejsce           | 11,77w  |
| 2012 | Mistrzostwa Ameryki Śr. i Karaibów juniorów (U-17) | San Salvador | bieg na 100 metrów      | 2. miejsce           | 11,83   |
| 2013 | CARIFTA Games (U-17)                               | Nassau       | bieg na 100 metrów      | 2. miejsce           | 11,94   |
| 2013 | CARIFTA Games (U-17)                               | Nassau       | bieg na 200 metrów      | 4. miejsce           | 24,08   |
| 2013 | Mistrzostwa świata juniorów młodszych              | Donieck      | bieg na 100 metrów      | eliminacje           | 12,15   |
| 2013 | Mistrzostwa świata juniorów młodszych              | Donieck      | bieg na 200 metrów      | półfinał             | 24,65   |
| 2013 | Mistrzostwa świata juniorów młodszych              | Donieck      | sztafeta szwedzka       | 2. miejsce           | 2:07,40 |
| 2014 | IAAF World Relays                                  | Nassau       | sztafeta 4 × 100 metrów | 7. miejsce (Finał B) | 45,06   |
| 2014 | Mistrzostwa świata juniorów                        | Eugene       | bieg na 100 metrów      | eliminacje           | 11,87   |
| 2014 | Mistrzostwa świata juniorów                        | Eugene       | bieg na 200 metrów      | półfinał             | 24,31   |
| 2015 | Mistrzostwa panamerykańskie juniorów               | Edmonton     | bieg na 100 metrów      | eliminacje           | 11,95w  |
| 2015 | Mistrzostwa panamerykańskie juniorów               | Edmonton     | bieg na 200 metrów      | 6. miejsce           | 24,08   |
| 2016 | Mistrzostwa świata juniorów                        | Bydgoszcz    | bieg na 100 metrów      | eliminacje           | 11,87   |
| 2017 | IAAF World Relays                                  | Nassau       | sztafeta 4 × 100 metrów | –                    | DNF     |
| 2017 | IAAF World Relays                                  | Nassau       | sztafeta 4 × 200 metrów | 7. miejsce           | 1:35,35 |

## Rekordy życiowe
- Bieg na 100 metrów – 11,59 (2014)
- Bieg na 200 metrów – 23,77 (2014)